# Cratere Wan-Hoo
Wan-Hoo è un cratere lunare intitolato a Wan Hu, storico funzionario cinese del 1500 (secondo la leggenda, il primo astronauta della storia); è situato sulla faccia nascosta del satellite, poco più a sud-ovest dell'enorme cratere Hertzsprung e a nord-est del cratere Paschen. A nord-ovest, vi è il cratere Sechenov, e a sud-est vi è il cratere "Evans Q", appartenente al cratere Evans.
Da notare che, come la maggior parte del terreno circostante, anche il cratere è stato modificato dal materiale derivato dalla formazione del vicino cratere Hertzsprung.

## Crateri correlati
Alcuni crateri minori situati in prossimità di Wan-Hoo sono convenzionalmente identificati, sulle mappe lunari, attraverso una lettera associata al nome.
| Wan-Hoo | Latitudine | Longitudine | Diametro |
| ------- | ---------- | ----------- | -------- |
| T       | 10.0° S    | 140.4° W    | 21 km    |